# بيت القانص (مناخة)

تعديل مصدري - تعديل

بيت القانص هي إحدى قرى عزلة مسار بمديرية مناخة التابعة لمحافظة صنعاء، بلغ تعداد سكانها 872 نسمة حسب تعداد اليمن لعام 2004.